# Legio IV Parthica
Legio IV Parthica, ook wel als Legio IIII Parthica geschreven, was een Romeins legioen dat werd opgericht door keizer Diocletianus (284-305).
Het vierde legioen Parthica was samen met het derde legioen Parthica gestationeerd in de Romeinse provincie Osroene. De naam van het legioen is een anachronisme; ten tijde van de oprichting van het legioen was het Parthische Rijk al opgegaan in het rijk der Sassaniden. Ten tijde van de Byzantijnse keizer Mauricius (582-602) bestond het legioen nog. Het was toen in Beroea (Aleppo) gestationeerd.